# Voyager (polski zespół muzyczny)
Voyager – polska grupa muzyczna wykonująca disco polo, założona w listopadzie 1991 roku w Sochaczewie przez Mariusza Cierpikowskiego, Adama Wasielewskiego i Adama Miłka. W 1992 roku grupa wydała swój album pt. „A my lubimy dziewczyny”. Kaseta stała się bardzo popularna wśród fanów zespołu. W roku 1997 ukazał się album pt. "Marianna", który przyniósł w twórczości zespołu utwory o charakterze żartobliwym i humorystycznym. W 1998 ukazał się wideoklip do piosenki pt. "Johny". Teledysk został nakręcony na Wyspach Kanaryjskich w kowbojskim miasteczku Sinoux City, a w produkcji członkowie zespołu wcielili się w postacie z dzikiego zachodu. Teledysk był emitowany w telewizyjnych programach poświęconych muzyce disco polo, a w tym samym roku ukazał się album zespołu o tym samym tytule. Trio w składzie: Mariusz Cierpikowski, Adam Wasielewski i Adam Miłek trwało do 2006 roku od kiedy odszedł z zespołu Adam Miłek, a w jego miejsce wszedł Artur Pytel. W tym nowym składzie po ponad 10 latach przerwy wydali album "Znajdę Cię na końcu świata".
Przez ponad 20 lat istnienia zespół wydał dziesięć albumów oraz single: "Polskie dziewczyny", "Każdy dzień", "Ona i Ty", "A my lubimy dziewczyny", "Najpiękniejsza", "Marianna" czy "Johny". W 2016 roku zespół zakończył działalność, a Mariusz Cierpikowski zaczął występować jako Voyage (Mariusz Cierpikowski), a od 2017 roku jako Voyager Music.

## Dyskografia
- Bawmy się (1992)
- Kochaj mnie (1993)
- Polskie dziewczyny (1995) – złota płyta
- A my lubimy dziewczyny (1996)
- Super Mix 97 (1997)
- Marianna (jesień 1997)
- Johny (1998)
- The best of (1999)
- Jabłuszko pełne snu (wiosna 2000)
- Voyager – Wielka kolekcja (jesień 2009)
- Znajdę cię na końcu świata (czerwiec 2012)